# Всеукраїнський день боротьби з захворюванням на рак молочної залози
Всеукраїнський день боротьби з захворюванням на рак молочної залози встановлений в Україні «…з метою активізації діяльності із запобігання виникненню і поширенню захворювань на рак молочної залози, привернення уваги суспільства до цієї проблеми…» згідно з Указом Президента України «Про Всеукраїнський день боротьби з захворюванням на рак молочної залози» від 17 січня 2005 р. № 42/2005. Проводиться щорічно 20 жовтня.